# (6003) 1988 VO1
(6003) 1988 VO1 è un asteroide della fascia principale interna. Scoperto nel 1988, presenta un'orbita caratterizzata da un semiasse maggiore pari a 2,345155 UA e da un'eccentricità di 0,119074, inclinata di 5,718457° rispetto all'eclittica. Ha un periodo di rotazione di 104,406 ore.
Fa parte della famiglia di asteroidi Vesta.